# セオ・ダン
セオ・ダン（Theo Dan、2000年12月26日 - ）は、プレミアシップサラセンズに所属するラグビーユニオン選手。日本語ではテオ・ダンと表記されることもある。

## プロフィール
- イングランド・ロンドン出身[2]。
- ポジションはフッカー(HO)。
- 身長 179cm、体重 105kg
- U20イングランド代表に選ばれたことがある[3]。
- イングランド代表キャップは7（2024年2月現在）でラグビーワールドカップ2023のイングランド代表に選ばれた[4]。

## 略歴
2019年、サラセンズに加入。 